# August Maximilian Myhrberg

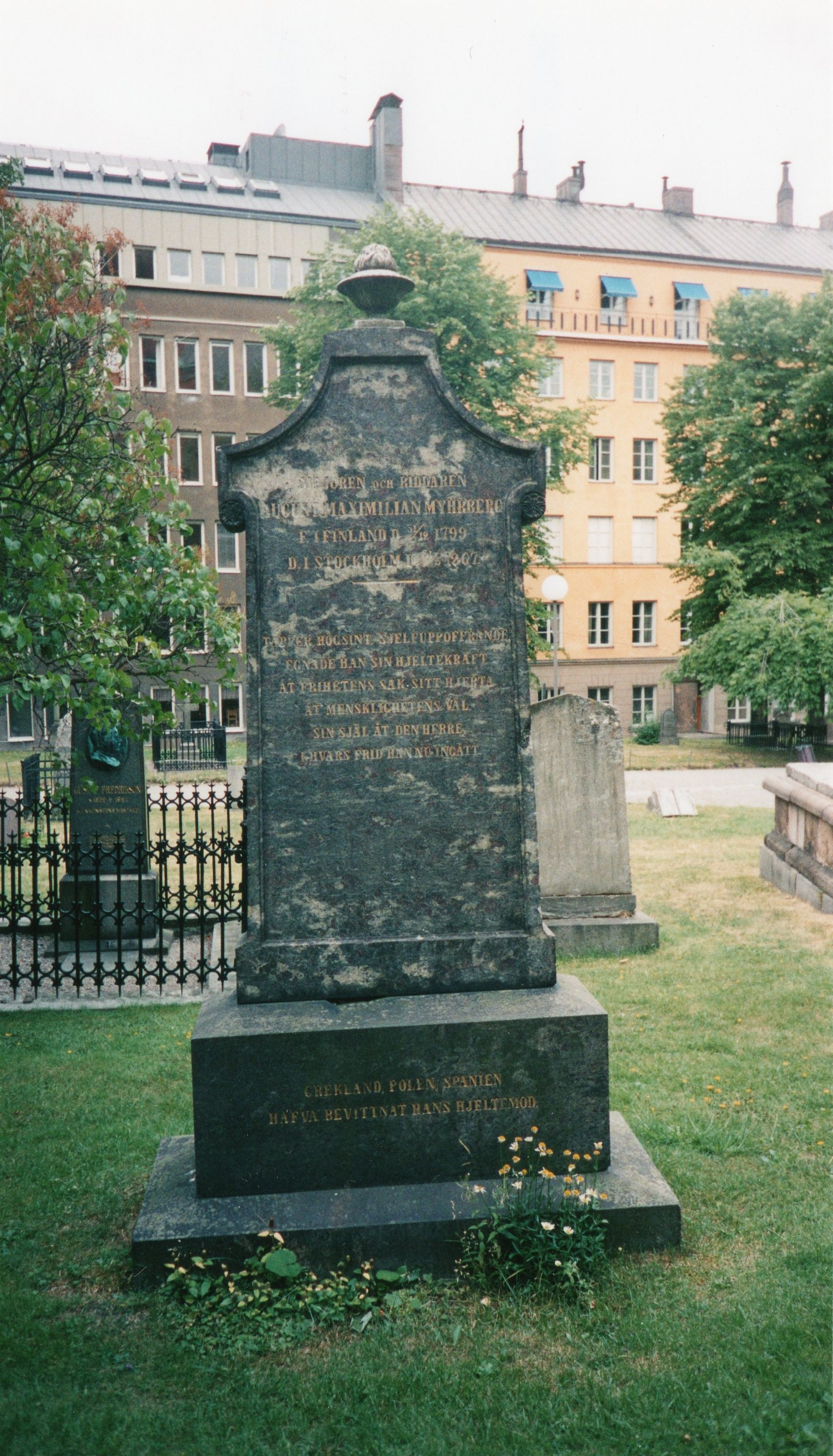
Grób Myhrberga na cmentarzu św. Jana w Sztokholmie

Mathias August Maximilian Myhrberg,  (wym.:[mürberj]) (ur. 24 czerwca 1797 w Brahestad, ob. Raahe, zm. 31 marca 1867 w Sztokholmie) – szwedzki wojskowy, uczestnik wojny niepodległościowej w Grecji (1821–1830), powstania listopadowego i styczniowego w Polsce.

## Młodość
Myhrberg urodził się wprawdzie w Finlandii, gdzie do dziś mieszka dalsza rodzina, ale nie był szwedzkojęzycznym Finem, lecz  rodowitym Szwedem ze Szwecji, którego ojciec Anders Gustaf otrzymał posadę komisarza ceł w należącej wówczas do Szwecji Finlandii. Po przegranej przez Szwecję wojnie roku 1808–1809 Finlandię przyłączono do Imperium Rosyjskiego i rodzice powrócili do starej ojczyzny, gdzie ojciec otrzymał zatrudnienie w urzędach celnych w Karlshamn i później w Härnösand. Zgodnie z życzeniem ojca Maksymilian zapisał się na studia prawnicze na uniwersytecie w Uppsali, gdzie obracał się w kołach studentów wyznających poglądy liberalne i wolnomyślicielskie. Kontakty te zacieśnił po przeniesieniu się na studia do Åbo (dziś Turku) w Finlandii. Wkrótce jednak, po śmierci ojca, porzucił studia i postanowił poświęcić się czynnej walce w szeregach różnych ruchów wolnościowych Europy.

## W Hiszpanii, Francji i Grecji
Około roku 1823 Myhrberg pojawił się w Hiszpanii, gdzie wybuchła rewolta przeciw reakcyjnym rządom króla Ferdynanda VII, ale nie zdążył wziąć większego udziału w walkach, gdyż Hiszpania została zaatakowana (1823)  przez Francję równie reakcyjnego jak kuzyn Ferdynand Ludwika XVIII: Myhrberg dostał się do niewoli i został deportowany do Francji, gdzie pozostał przez rok.
W roku 1825 Myhrberg wstąpił jako szeregowiec do międzynarodowego korpusu ochotników (zwanego „filhelleńskim”) idących na wojnę w Grecji, który pozostawał pod rozkazami francuskiego pułkownika Charles Nicolas Fabviera i odpłynął w sierpniu  z Marsylii do Nauplionu, ówczesnej stolicy Grecji. Walczył w kawalerii pod Euboia i Charysto, gdzie odniósł ciężkie rany 25 marca 1826. Po upadku Missolungi główne uderzenie Turków zostało skierowane na Ateny, Myhrberg brał udział w walkach koło miasta – jak twierdzą legendy, w obronie Akropolu. Po wielkich stratach w szeregach kawalerii zlikwidowano ją i Myhrberg został w stopniu porucznika przeniesiony do piechoty. Pod koniec roku 1826 był już kapitanem i  adiutantem Fabviera, przy czym powrócił w 1827 do odtworzonej kawalerii. W czasie ciężkich walk o wyspę Chios, przegranych przez Greków i ich sprzymierzeńców,  Myhrbergowi udało się ewakuować z wyspy większość kawalerzystów.
Po bitwie pod Navarino (1827) i totalnej klęsce floty tureckiej Grecja była uratowana, ale Myhrberg i inni filohelleni pozostali jeszcze przez jakiś czas w tym kraju. Myhrberg był przez te ostatnie cztery lata w Grecji komendantem twierdzy Palamidi koło Nauplionu. Za swe zasługi otrzymał od rządu greckiego Order Zbawiciela. Usłyszawszy o wrzeniach rewolucyjnych w Europie i nie akceptując wzrostu wpływów Rosji w Grecji, Myhrberg uznał swą misję w Helladzie za zakończoną i powrócił w styczniu 1831 do Francji.

## Powstanie listopadowe
W powstaniu listopadowym wzięło udział pięciu Szwedów: trzej młodzi lekarze z Lund, Gustav Fredrik Bergh, Fredrik Agathon Stenkula i Sven Jonas Stille, oraz dwaj wojskowi, Myhrberg i Ernst Leopold von Schantz. Medycy z Lund przekroczyli granicę prusko-polską przepływając w nocy Drwęcę, Schantz przedostał się do Kongresówki przez okolice nadgranicznego Kalisza, a Myhrberg  z Paryża przez Wiedeń i Kraków, przepływając Wisłę na granicy Galicji. Ze względu na swe rodzinne powiązania z Finlandią – częścią Imperium Rosyjskiego –  Myhrberg przybrał nieznany do dziś pseudonim, pod którym walczył w szeregach powstańczych. W latach 60. XX wieku odnaleziono u jego dalekich krewnych w Szwecji archiwum odnoszące się do działalności w Grecji, ale nie ma żadnych dokumentów dotyczących lat powstania listopadowego i żaden ze współczesnych nie zdradził jego pseudonimu. Sam Myhrberg był człowiekiem bardzo skromnym i nigdy nie opowiadał o swych czynach, jeśli, to tylko w gronie najbliższych przyjaciół, Wiadomo jednak, że był otaczany wielkim szacunkiem przez emigrację polską z księciem Władysławem Czartoryskim na czele. Krążyły uparcie powtarzane, oczywiście nieprawdziwe,  wieści, że to Myhrberg był sławnym  generałem Langermannem. Jego czyny w powstaniu listopadowym pozostaną zatem tajemnicą, chyba że ktoś nagle odkryje dokumenty ich dotyczące w jakimś archiwum rodzinnym.
Pewne jest, że dostał się pod koniec powstania do niewoli rosyjskiej, z której udało mu się uciec. Po paromiesięcznej tułaczce po Polsce znowu przepłynął Wisłę (zimą, wśród kier lodowych), i przedostał się okrężną drogą do Paryża. I te lata po roku 1831 okryte są tajemnicą, jedne źródła twierdzą, że cierpiał wielką nędzę, inne że wstąpił w randze majora do armii Ludwika Filipa, inne jeszcze, że udał się potajemnie do Hiszpanii i walczył po stronie karlistów. I te czyny pozostaną tajemnicą.

## W szwedzkiej służbie kolonialnej
Na początku lat 40. XIX wieku osobom sprzyjającym Myhrbergowi udało się przekonać króla Bernadotte'a, że były rewolucjonista nie wyznaje już radykalnych poglądów z czasów młodości i król zaczął mu wypłacać rentę. W roku 1842 król udzielił mu audiencji i zaproponował stanowisko inspektora w dobrach koronnych w Północnej Szwecji, ale Myhrberg odmówił, uważając że nie posiada odpowiednich kwalifikacji. Ostatecznie król przydzielił mu posadę w administracji w szwedzkiej wówczas kolonii Saint-Barthélemy na Antylach, gdzie Myhrberg, służąc w stopniu majora, pozostał do 1848 roku.

## Powstanie styczniowe
Po wybuchu powstania styczniowego emerytowany już w stopniu majora  Myhrberg natychmiast wstąpił do Komitetu Polsko-Szwedzkiego w Sztokholmie, który przygotowywał pomoc dla polskich powstańców; książę Władysław Czartoryski, emisariusz dyplomatyczny Rządu Narodowego m.in. w Szwecji, wysłał go do Paryża i Rzymu w latach 1863 i 1864 jako przedstawiciela polskich władz powstańczych z misją werbunku ochotników francuskich i włoskich, co jak wiadomo udało się, gdy Garibaldczycy przyłączyli się do powstania. 66-letni i schorowany już Myhrberg w walkach powstańczych nie wziął jednak czynnego udziału.

## Ostatnie lata
Otoczony przyjaciółmi, Myhrberg zmarł w Sztokolmie, powszechnie teraz uznany za jednego z bohaterów narodowych Szwecji i Finlandii. Król Karol XV urządził mu uroczysty pogrzeb wojskowy. Napis na nagrobku głosi: „Majoren och riddaren August Maximilian Myhrberg, född i Finland 31/12 1799. Död i Stockholm 31/3 1867. Tapper, högsint och sjelfuppofrande egnade han sin hjeltekraft åt frihetens sak, sitt hjerta åt mensklighetens väl, sin sjel åt den Herre i hvars frid han nu ingått. Grekland, Polen och Spanien hafva bevittnat hans hjeltemod” (tłum. AvF: „Major i kawaler orderów August Maximilian Myhrberg, urodzony w Finlandii 31/12 1799, zmarł w Sztokholmie 31/3 1867. Dzielny, ofiarny i szlachetny poświęcił swe bohaterskie siły sprawie wolności, swe serce dla dobra ludzkości, a swą duszę Panu, u którego teraz spoczywa w pokoju. Grecja, Polska i Hiszpania były świadkami jego bohaterskich czynów.”(data narodzin podana na nagrobku jest błędna). Ostatnie słowa wymówił po fińsku.
Wszedł jako postać nieomal legendarna do literatury skandynawskiej, fińsko-szwedzki pisarz z okresu romantyzmu, Zacharias Topelius poświęcił mu swą nowelę „Gossen från Brahestad” (Chłopiec z Brahestad) i parę wierszy, zajmował się nim także fiński felietonista Julius Krohn (Maksimilian Aukusti Myhrberg. Elämakärta (1881).
W rodzinnym Raahe/Brahestad nazwano  imieniem  Myhrberga jeden z parków i wystawiono mu tam pomnik.